# 중견만리
《중견만리》는 대한민국의 KBS 1TV에서 방송되는 시사교양 프로그램이다.

## 기획 의도
- 시즌1: 세계시장을 개척하고 있는 수출주도형 중견기업을 소개하여 참된 기업가 정신을 고취하고 일자리 창출에도 기여하고자 제작된 프로그램
- 시즌2: 한국 경제를 든든하게 받쳐 온 '산업의 허리' 중소, 중견기업. 중소, 중견기업이 튼튼해야 산업구조가 안정되고 나라 경제가 강해질 수 있다. 이에 본 프로그램은 코로나19 팬데믹으로 인한 세계 경제의 어려움 속에서도 인정받고 있는 한국의 경쟁력 있는 중소ㆍ중견기업들을 통해 대한민국 경제의 새로운 도약의 가능성을 찾아보고자 한다.
- 시즌3: 대한민국 ESG 모범기업을 소개하고, 시대적 변화의 기류 속, 국내 중견기업이 나아가야 할 올바른 방향을 함께 고민해 보는 프로그램

## 방송 일정
| 방송 채널 | 방송 기간                           | 방송 시간                          |
| --------- | ----------------------------------- | ---------------------------------- |
| KBS 1TV   | 2019년 11월 17일 ~ 2019년 12월 22일 | 매주 일요일 낮 1시 20분 ~ 2시 10분 |
| KBS 1TV   | 2020년 10월 25일 ~ 2020년 11월 22일 | 매주 일요일 낮 1시 20분 ~ 2시 10분 |
| KBS 1TV   | 2021년 10월 3일 ~ 2021년 11월 21일  | 매주 일요일 낮 1시 40분 ~ 2시 30분 |
| KBS 1TV   | 2022년 10월 23일 ~ 현재             | 매주 일요일 낮 1시 30분 ~ 2시 20분 |

## 에피소드 목록

### 2019년
| 회차 | 방송일    | 부제                                                             | 비고 |
| ---- | --------- | ---------------------------------------------------------------- | ---- |
| 1회  | 11월 17일 | 카메라 모듈 일류기업 캠시스                                      |      |
| 1회  | 11월 17일 | 다이아몬드 절삭 일류기업 이화 다이아몬드                         |      |
| 2회  | 11월 24일 | 농기계 글로벌 강자 대동공업                                      |      |
| 2회  | 11월 24일 | 반도체 핵심부품 생산업체 경인양행                                |      |
| 3회  | 12월 1일  | 의료용 레이저 산업의 글로벌 기업, 루트로닉                       |      |
| 3회  | 12월 1일  | 결제 시장 판도를 바꾸다! 코나아이                                |      |
| 4회  | 12월 8일  | 2차 전지 산업의 새 길을 열어간다! 양극소재 전문기업 에코프로비엠 |      |
| 4회  | 12월 8일  | 대한민국 메이크업의 미래를 열다 코스맥스                         |      |
| 5회  | 12월 15일 | 반도체 장비산업에서 로봇까지! 제우스Zeus                         |      |
| 5회  | 12월 15일 | 나노기술소재 국산화 첨병 시노펙스                                |      |
| 6회  | 12월 22일 | AI가 지키는 첨단 영상보안 전문업체 아이디스                      |      |
| 6회  | 12월 22일 | 세계수준 적외선영상센서 아이쓰리시스템                           |      |

### 2020년
| 회차 | 방송일    | 부제                                     | 비고 |
| ---- | --------- | ---------------------------------------- | ---- |
| 1회  | 10월 25일 | 포스트 코로나 시대 1부: 언택트 산업      |      |
| 2회  | 11월 1일  | 포스트 코로나 시대 2부: 바이오·헬스 산업 |      |
| 3회  | 11월 8일  | K-미래차, 세계의 도로를 질주하라         |      |
| 4회  | 11월 15일 | 대한민국의 새로운 미래 디지털 전환       |      |
| 5회  | 11월 22일 | 소부장 산업 다시, 타오르다               |      |
| 6회  | 11월 29일 | K- 반도체, 비메모리 시대를 열다          |      |

### 2021년
| 회차 | 방송일    | 부제                                          | 비고 |
| ---- | --------- | --------------------------------------------- | ---- |
| 1회  | 10월 3일  | ESG, 세상을 깨끗하고 따뜻하게 리드하다!       |      |
| 2회  | 10월 10일 | 시스템반도체 - 세계 경제 판도를 바꾸다        |      |
| 3회  | 10월 17일 | 코로나 이후 시대 미래차로 대비하라            |      |
| 4회  | 10월 31일 | 바이오헬스 산업                               |      |
| 5회  | 11월 7일  | 디지털전환 세상을 바꾸다!                     |      |
| 6회  | 11월 14일 | 로봇 인류와의 공존                            |      |
| 7회  | 11월 21일 | 신재생 에너지 미래를 밝힌다                   |      |
| 8회  | 11월 28일 | 중견기업에서 일하고 있습니다 청년 일자리 특집 |      |

### 2022년
| 회차 | 방송일    | 부제                                                                                    | 비고 |
| ---- | --------- | --------------------------------------------------------------------------------------- | ---- |
| 1회  | 10월 23일 | [技! 대한민국 미래! 기술이 답이다] 스마트홈 혁신기업 코맥스 / 반도체칩 핵심 부품 MK전자 |      |
| 2회  | 11월 6일  | 創! 창의력으로 질주하다                                                                 |      |
| 3회  | 11월 13일 | 進 열정! 최고를 향한 끝없는 도전                                                        |      |
| 4회  | 11월 20일 | 革! 혁신하고 또 혁신하라!                                                               |      |
| 5회  | 11월 27일 |                                                                                         |      |
| 6회  | 12월 4일  |                                                                                         |      |
| 7회  | 12월 11일 |                                                                                         |      |

## 참고 사항
- 종영이 아닌 매년 가을쯤 시즌제로 편성된다.